# Estação Volontaires
Volontaires é uma estação da linha 12 do Metrô de Paris, localizada no 15.º arrondissement de Paris.

## Localização
A estação se situa na esquina da rue de Vaugirard e da rue des Volontaires. Com Falguière, Pasteur, Vaugirard, Convention e Porte de Versailles ela completa a série de estações assegurando a ligação da rue de Vaugirard, a maior de Paris.

## História
A estação foi inaugurada em 1910. Ela deriva seu nome da rue des Volontaires próxima. Em 1822, os moradores transformaram eles mesmos um impasse existente em ruela, resultando na rue de Vaugirard, onde o primeiro nome de Ruelle Volontaire. O "s" foi então adicionado ao prestar homenagem aos soldados do ano II da Revolução.
Em 2011, 2 547 550 passageiros entraram nesta estação. Ela viu entrar 2 511 126 passageiros em 2013 o que a coloca na 218ª posição das estações de metrô por sua frequência em 302.

## Serviços aos Passageiros

### Acesso
A estação está equipada com apenas uma entrada na rue de Vaugirard, e uma única saída na rue des Volontaires.

### Plataformas
Desde o início do ano 2015, a curvatura da estação foi depositado no âmbito da renovação da estação. Em maio de 2018, o assentamento dos azulejos foi iniciado. A decoração foi restaurada no seu estado histórico da sociedade do Nord-Sud de 1910, com o nome da estação em faiança, quadros publicitários também feitos em faiança marrom (como em todas as estações sem correspondência) e telhas brancas biseladas. Ao contrário de todas as outras estações de estilo Nord-Sud que possuem uma iluminação em faixa-tubo, a estação possui uma iluminação de estilo "Gaudin" típico da "renovação do metrô" da década de 2000, normalmente aplicado nas antigas estações da CMP.

### Intermodalidade
A estação é servida pelas linhas 39, 70 e 89 da rede de ônibus RATP, e, à noite, pelas linhas N13 e N62 da rede Noctilien.

Galeria de fotografias
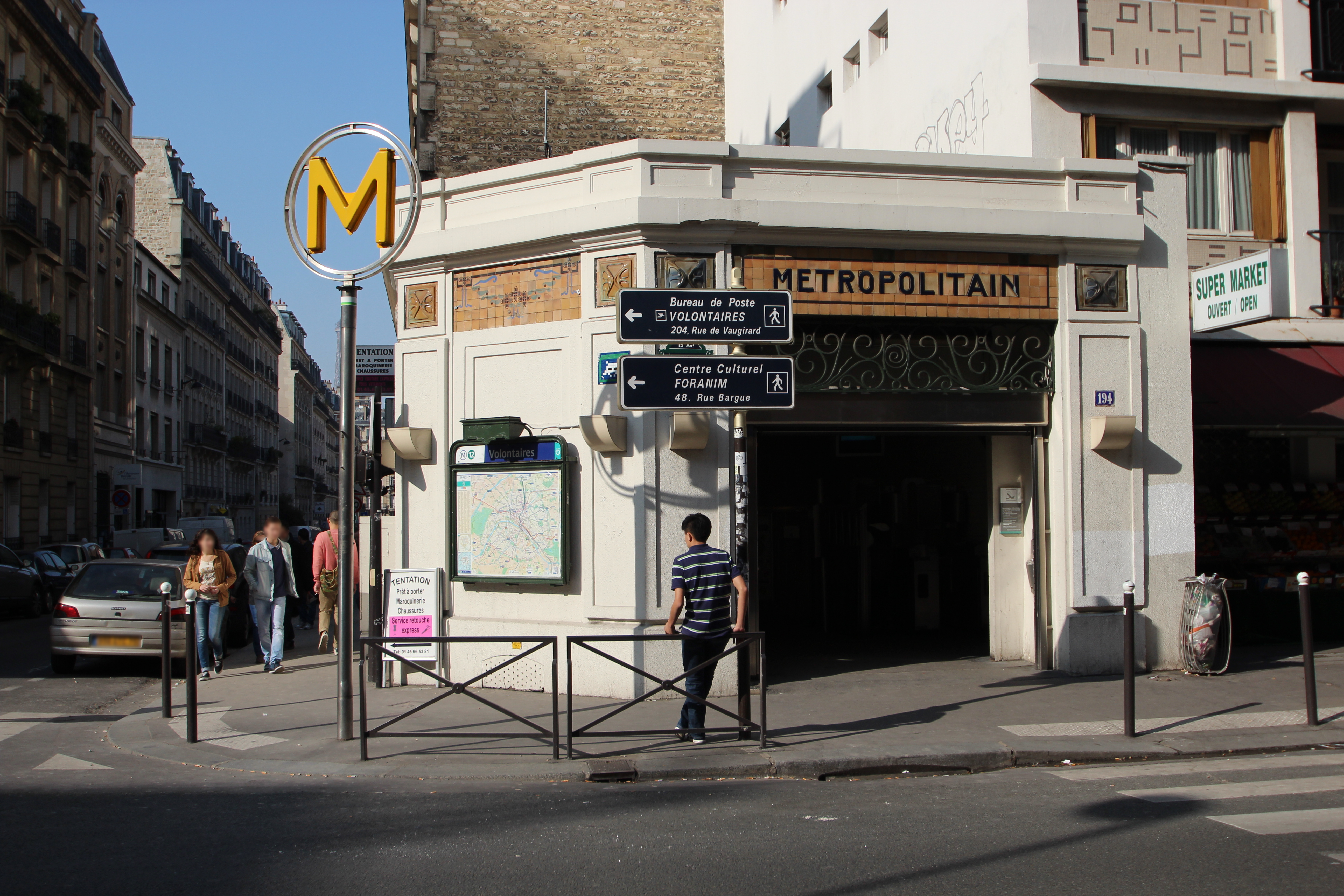
A edícula da estação.
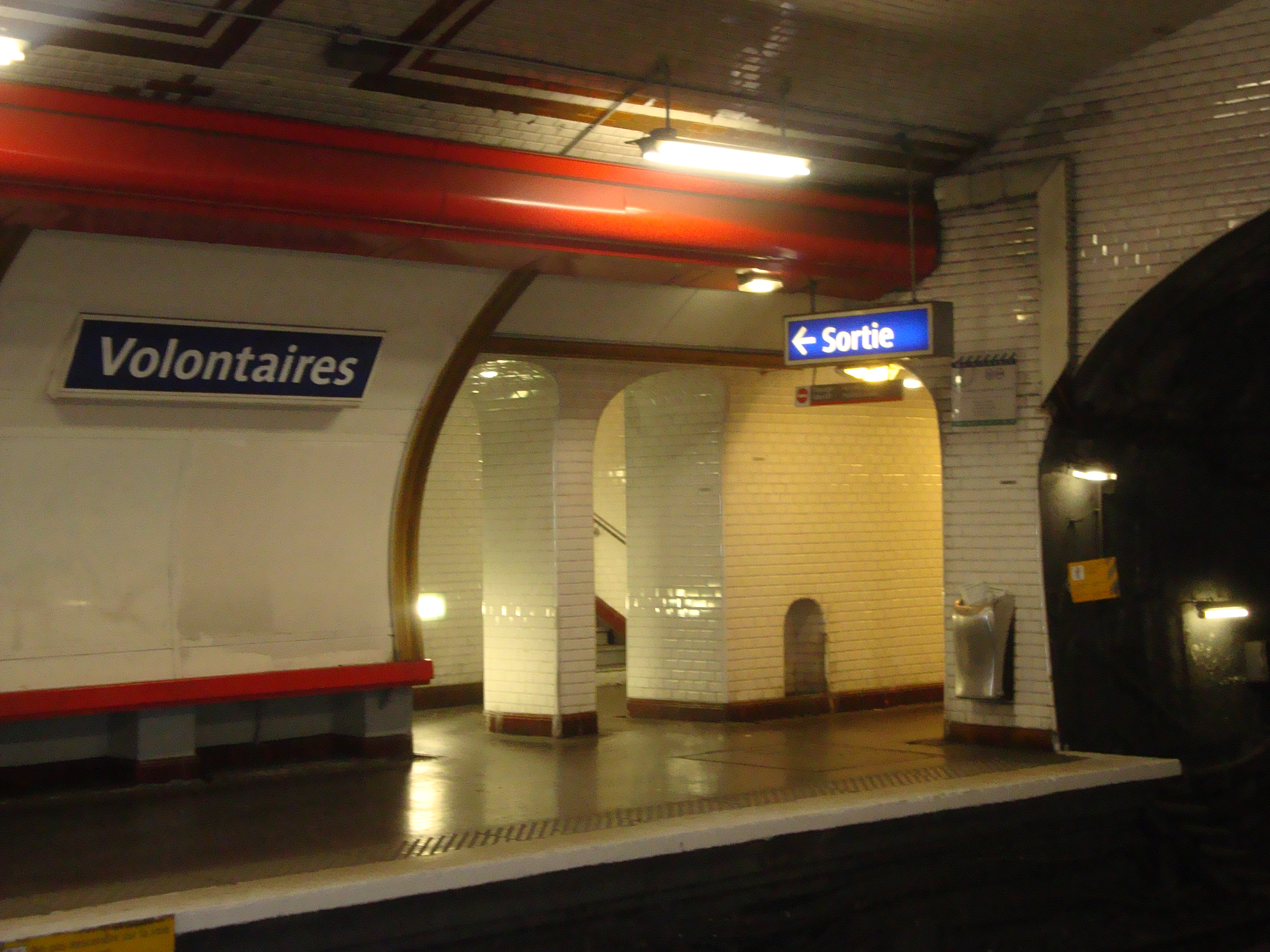
A curvatura das plataformas, antes da renovação da estação.
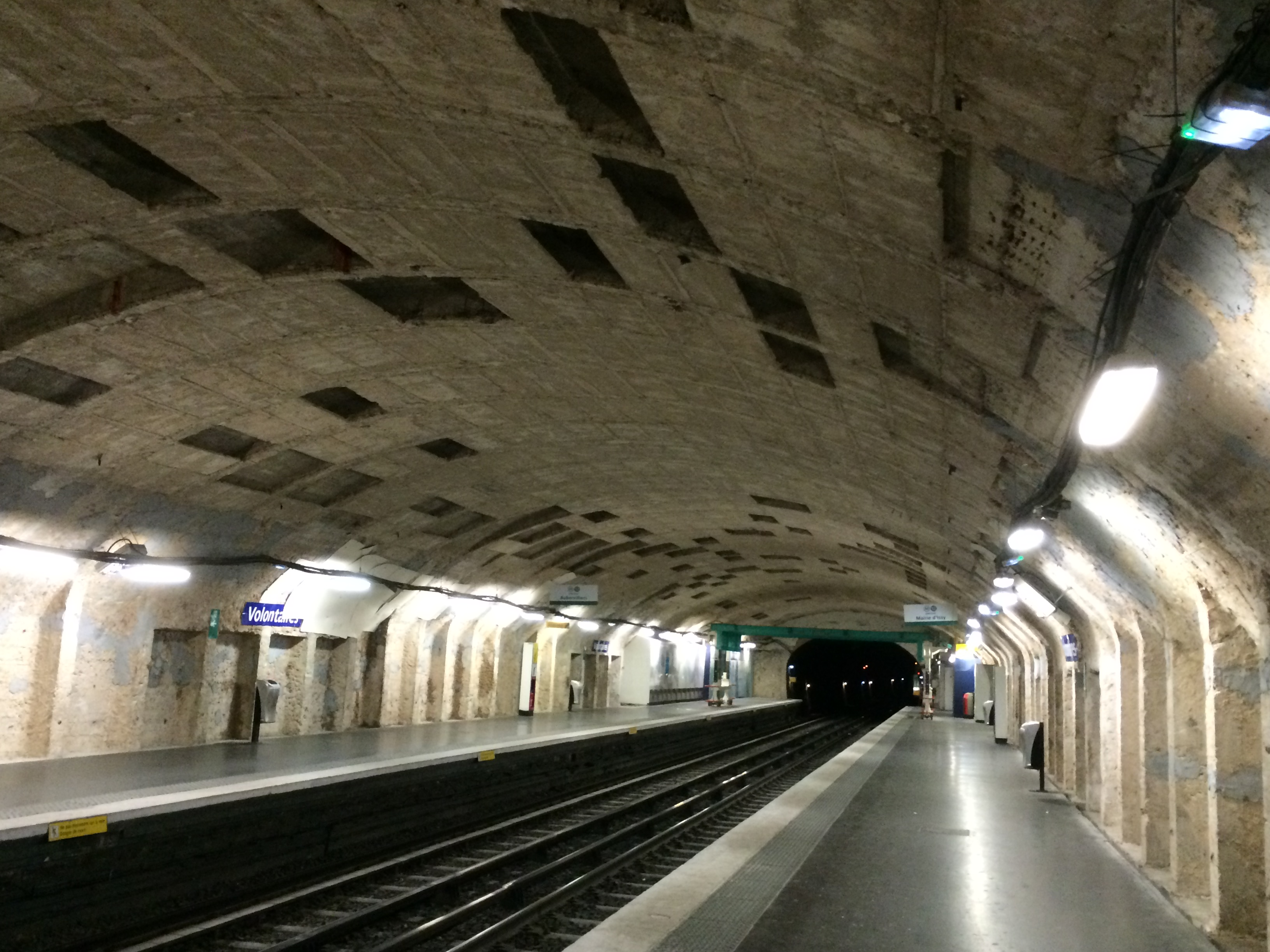
A estação durante sua renovação, em 2016.